# Бэк-кантри

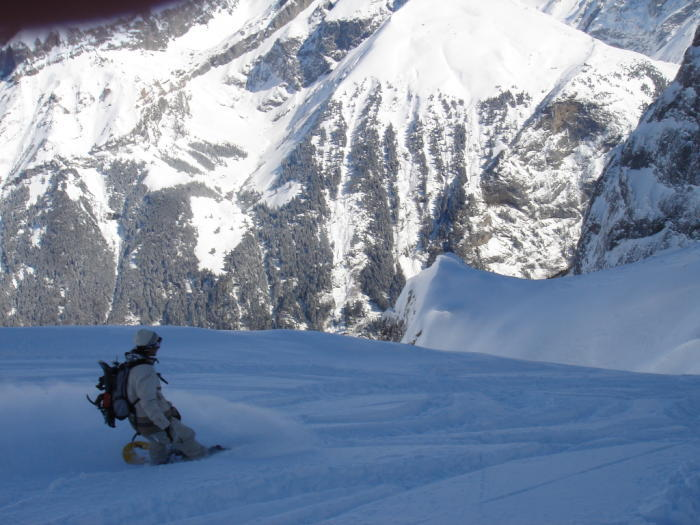

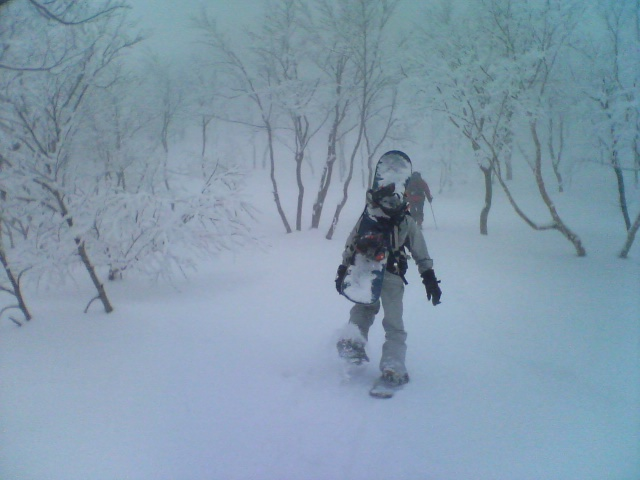
Бэк-кантри восхождение в гору со сноубордом.

Бэк-ка́нтри (англ. backcountry — удалённая местность) — понятие, связанное с зимними видами спорта, а точнее горнолыжным спортом и сноубордом. Это пешее восхождение на вершины, не оборудованные механизированными средствами подъёма (канатными дорогами и др.) с дальнейшим спуском на лыжах или сноубордах по неподготовленным склонам. Этот набирающий популярность вид активного отдыха представляет собой синтез горного туризма и зимних видов спорта. Подниматься в гору могут пешком, на снегоступах или скитурных комплектах.